# Betinna
Betinna er et pigenavn. I år 2018 var der 138 i Danmark med fornavnet Betinna. I 2019 er det faldet med 2 nemlig til 136.
- Man kan også stave det Betina, Bettina og Bethina.
- Stavemåden "Bettina" er Italiensk og betyder "Den der ærer Gud"
- Stavemåden "Betina" er engelsk og italiensk og betyder "velsignet"

De kan også betyde "Gud er fuldkommen"
 Der er for få eller ingen kildehenvisninger i denne artikel, hvilket er et problem. Du kan hjælpe ved at angive troværdige kilder til de påstande, som fremføres i artiklen.